# Guadalupe Morelos, Puebla
Guadalupe Morelos är en ort i Mexiko.   Den ligger i kommunen Acatzingo och delstaten Puebla, i den sydöstra delen av landet, 150 km öster om huvudstaden Mexico City. Guadalupe Morelos ligger 2 225 meter över havet och antalet invånare är 1 058.
Terrängen runt Guadalupe Morelos är platt åt sydost, men åt nordväst är den kuperad. Runt Guadalupe Morelos är det tätbefolkat, med 319 invånare per kvadratkilometer. Närmaste större samhälle är Acatzingo de Hidalgo, 5,3 km söder om Guadalupe Morelos. Trakten runt Guadalupe Morelos består till största delen av jordbruksmark.